# Denis Johnson
Denis Hale Johnson (München, 1949. július 1. –‎ Sea Ranch vagy Gualala, 2017. május 24.) amerikai regényíró, novellaíró és költő. Talán legismertebb debütáló novellagyűjteménye, a Jesus' Son (Jézus fia, 1992). Legsikeresebb regénye, a Tree of Smoke (2007) elnyerte az amerikai Nemzeti Szépirodalmi Könyvdíjat. Kétszer is bekerült a szépirodalmi Pulitzer-díjra. Összesen kilenc regény, egy novella, két novelláskönyv, három verseskötet, két színdarabgyűjtemény és egy riportkönyv szerzője volt. Utolsó műve, a The Largesse of the Sea Maiden című novelláskötete posztumusz 2018-ban jelent meg.

## Fiatalkora
Denis Johnson 1949. július 1-jén született Münchenben, Nyugat-Németországban. Felnőttként a Fülöp-szigeteken, Japánban és Washington D.C. külvárosában is élt. Apja, Alfred Johnson a külügyminisztériumnál dolgozott, mint összekötő az USIA és a CIA között. Édesanyja, az egykori Vera Louise Childress háztartásbeli volt. Angol B.A. fokozatot szerzett (1971-ben) az Iowai Egyetemen és M.F.A. fokozatot (1974-ben) az Iowa Writers' Workshop-ból, ahová vissza is tért tanítani. Míg az Íróműhelyben volt, Johnson órákat vett Raymond Carvertől.

## Pályafutása
Johnson 1969-ben, 19 évesen adta ki első könyvét, a The Man among Seals (Az ember fókák között) című verses gyűjteményét. 1983-ban első regénye, az Angels (Angyalok) megjelenésével számos elismerést vívott ki magának. 1992-ben került előtérbe a Jesus' Son (Jézus fia) című novellagyűjteményével, amely eredetileg a The New Yorkerben megjelenteket is tartalmazott, Isaac Babel Lovashadsereg című könyve ihlette. Az első sztori "Car Crash While Hitchhiking" a The Paris Review-ban jelent meg. A New York Times Book Review 2006-os szavazásán a Jesus' Son-t az elmúlt 25 év egyik legjobb amerikai szépirodalmi művének választották. Különféleképpen írták le: alapos, legendás, transzcendens, klasszikus és remekmű. Az 1999-es azonos című filmbe adaptálták, amelyben Billy Crudup szerepelt. Johnson egy cameo szerepet kapott a filmben, egy férfi, akit a felesége szúrt ki a szemén.
A The Stars at Noon (Csillagok délben, 1986) egy kémthriller, amely egy névtelen amerikai nőt követ az 1984-es nicaraguai forradalom idején. A 2022-es Claire Denis rendező, a Stars at Noon című filmjébe adaptálta Joe Alwyn és Margaret Qualley főszereplésével.
A Tree of Smoke 2007-ben elnyerte a Nemzeti Szépirodalmi Könyvdíjat, és a 2008-as szépirodalmi Pulitzer-díj döntőse volt. A vietnámi háború idején játszódik, 1963–70 között, 1983-ig átívelően. A regényben Bill Houston történetét ismerjük meg, aki Johnson első Angyalok című regényének főszereplője volt, utóbbi regény az 1980-as évek elején játszódik.
Az eredetileg 2002-ben a The Paris Review-ban megjelent Train Dreams kisregényként jelent meg 2011-ben, és a 2012-es szépirodalmi Pulitzer-díj döntőse volt. A Pulitzer-testület azonban 1977 óta először nem ítélt oda szépirodalmi díjat abban az évben.
Johnson darabjai San Franciscóban, Chicagóban, New Yorkban és Seattle-ben készültek. Ő volt a Campo Santo, a San Francisco-i Intersection for the Arts rezidens színházi társulatának rezidens drámaírója. 2006-ban és 2007-ben Johnson a kreatív írás Mitte tanszékét töltötte be a Texas Állami Egyetemen a texasi San Marcosban. Johnson időnként a Texasi Egyetem Michener Írói Központjában is tanított.
Az utolsó könyv, amelyet még életében publikált, a The Laughing Monsters (Nevető szörnyek) című regény volt, amelyet "irodalmi thrillernek" nevezett, amely Ugandában, Sierra Leonéban és Kongóban játszódik. 2014-ben adták ki. Johnson utolsó munkája, a The Largesse of the Sea Maiden című novelláskötete posztumusz, 2018 januárjában jelent meg.

## Magánélete
Johnson kétszer elvált, és halálakor harmadik feleségével, Cindy Lee-vel élt az arizonai Phoenixben. Közös otthonuk is volt Idahóban. Johnsonnak három gyermeke volt, akik közül kettőt otthon tanított; 1997 októberében cikket írt a Salon webhelyre az otthonoktatás védelmében.
Húszas évei nagy részében Johnson drog- és alkoholfüggő volt, és nem sokat írt. 1978-ban visszaköltözött szülei otthonába az arizonai Scottsdale-be, hogy kijózanodjon és irányt találjon. 1978-ban abbahagyta az alkoholfogyasztást, és 1983-ban leszokott a rekreációs drogokról.
Johnson „Bikers for Jesus” című esszéjében „keresztény megtért, de a légies, kifinomult fajták egyikeként” jellemezte magát.

## Halála
Johnson 2017. május 24-én hunyt el májrákban a kaliforniai Gualala melletti Sea Ranch-ben, 67 éves korában.

## Díjai
- 1981 – National Poetry Series(wd) award (selected by Mark Strand(wd)),[45] for The Incognito Lounge[46]
- 1983 – The Frost Place(wd) poet in residence[47]
- 1986 – Guggenheim Fellowship(wd)[48]
- 1986 – Whiting Award(wd)[49]
- 1993 – Lannan Fellowship in Fiction[50]
- 2002 – Aga Khan Prize for Fiction from The Paris Review, for Train Dreams[51]
- 2007 – National Book Award, for Tree of Smoke(wd)[28][52]
- 2008 – Pulitzer Prize for Fiction finalist, for Tree of Smoke[29]
- 2012 – Pulitzer Prize for Fiction finalist, for Train Dreams[31]
- 2017 – Library of Congress Prize for American Fiction(wd) (awarded posthumously)[53]

## Művei

### Regények
- Angels (Knopf, 1983) ISBN 9780394532257
- Fiskadoro (Knopf, 1985) ISBN 9780394538396
- The Stars at Noon (Knopf, 1986) ISBN 9780394538402
- Resuscitation of a Hanged Man (Farrar, Straus & Giroux(wd) [FSG], 1991) ISBN 9780374249496
- Already Dead: A California Gothic (Harper Collins, 1997) ISBN 978-0060187378
- The Name of the World (Harper, 2000) ISBN 9780060192488
- Tree of Smoke (FSG, 2007) ISBN 9780330449205
- Nobody Move (FSG, 2009)
- Train Dreams (FSG, 2011) – egy kisregény, amely először a The Paris Review-ban jelent meg [2002] és az Europe-ban [2004][15]
- The Laughing Monsters (FSG, 2014) ISBN 9780374280598

### Novellák
- Jesus' Son (FSG, 1992) ISBN 9780374178925
- The Largesse of the Sea Maiden (Penguin/Random House, 2018) ISBN 9780812988635

### Költészet
- The Man Among the Seals: Poems (Stone Wall Press, 1969) ISBN 9780887486272
- Inner Weather (Graywolf Press(wd), 1976) ISBN 0394523474
- The Incognito Lounge and Other Poems (Random House(wd), 1982) ISBN 0394523474
- The Veil (Alfred A. Knopf(wd), 1987) ISBN 0394743431
- The Throne of the Third Heaven of the Nations Millennium General Assembly: Poems Collected and New (Harper Perennial(wd), 1995) ISBN 9780060926960
- "Last Night I Dreamed I Was in Mexico" (Ploughshares 36.4, 2010, p. 58)[54]
- "The Trees Leaning into One Another, Green and Horrible" (Ploughshares 36.4, 2010, p. 59)[55]

### Színdarab
- Hellhound on My Trail: A Drama in Three Parts (2000)
- Shoppers: Two Plays (Harper, 2002) ISBN 9780060934408- includes Hellhound on My Trail
- Des Moines, San Francisco premiere in October 2007[56]
  - Des Moines, New York premiere in November 2022[57]
- Soul of a Whore and Purvis: Two Plays in Verse (FSG, 2012) ISBN 9780374277963

### Forgatókönyv
- The Prom (1990) (directed by Steven Shainberg(wd))[58]
- Hit Me (1996) (directed by Steven Shainberg(wd), adapted from the novel A Swell-Looking Babe by Jim Thompson)[58]

### Nonfiction
- (contributor) One Man By Himself: Portraits of John Serl (Hard Press, 1995) ISBN 9789110224940
- „The Civil War in Hell”, Esquire, 1990. december 1. (Hozzáférés: 2017. július 22.)
- „The Militia in Me”, Esquire, 1995. július 1. (Hozzáférés: 2017. július 22.)
- „Change your life FOREVER: God's Warriors in the Third Millennium”, Salon, 1996. március 22.. [2000. augusztus 24-i dátummal az eredetiből archiválva] (Hozzáférés: 2017. július 22.)
- „School is out”, Salon, 1996. október 1.. [2013. január 20-i dátummal az eredetiből archiválva] (Hozzáférés: 2017. július 8.)
- „Hippies”, Paris Review, 2000. június 1.. [2017. július 22-i dátummal az eredetiből archiválva] (Hozzáférés: 2017. július 22.)
- „The small boys' unit”, Harpers, 2000. október 1. (Hozzáférés: 2017. július 22.)
- Seek: Reports from the Edges of America & Beyond (essays) (HarperCollins, 2001) ISBN 9780060187361

### Magyarul megjelent
- Mindenki marad! (Nobody Move) – Magvető, Budapest, 2009 · ISBN 9789631427325 · fordította: Totth Benedek

## Egyéb információk
- Denis Johnson Papers at the Harry Ransom Center(wd)
- Profil a Whiting Alapítványnál
- Denis Johnson profilja és versei az Amerikai Költők Akadémiáján
- Denis Johnson at Library of Congress
- perlentaucher:Denis Johnson (németül)
- Denis Johnson az Internet Movie Database-ben (angolul)

## Fordítás
- Ez a szócikk részben vagy egészben  a   Denis Johnson című angol Wikipédia-szócikk fordításán alapul.  Az eredeti cikk szerkesztőit annak laptörténete sorolja fel. Ez a jelzés csupán a megfogalmazás eredetét és a szerzői jogokat jelzi, nem szolgál a cikkben szereplő információk forrásmegjelöléseként.